# Leroya unicolor
Leroya unicolor Simon, 1895 è un ragno appartenente alla famiglia Thomisidae.

## Etimologia
Il nome proprio deriva dall'aggettivo latino unicolor, cioè monocolore, uniforme per colorazione, in riferimento al colore arancione pallido diffuso

## Caratteristiche
Alcuni esemplari femminili rinvenuti hanno lunghezza totale è di 3,46-5,21mm; la lunghezza del cefalotorace è di 1,49-1,92mm e la larghezza è di 1,38-1,91mm

## Distribuzione
La specie è stata reperita in Congo: nei pressi di Rwankwi, nella regione orientale congolese che comprende il lago Kivu

## Tassonomia
Al 2015 non sono note sottospecie e dal 2014 non sono stati esaminati nuovi esemplari